# Ezechiele Acerbi
Ezechiele Acerbi (Pavia, 10 aprile 1850 – Pavia, 20 febbraio 1920) è stato un pittore italiano.

## Biografia
Appartenente a una famiglia di pittori, nipote di Pasquale Massacra, patriota e protagonista del Romanticismo lombardo, fratello di Pietro e padre di Mario, nel 1866 si iscrive alla Civica Scuola di Pittura di Pavia, diretta dal ritrattista bergamasco Giacomo Trecourt, dove si aggiudica il premio Cairoli, nel 1873 il premio Frank con il dipinto La distribuzione dei medicinali di Santa Corona, nel 1877 il concorso Arnaboldi con L'arrivo del barchetto a Pavia.
Nel 1878 partecipa all'Esposizione della Società Promotrice delle Belle Arti di Torino, dove presenta Le mendicanti.
Si trasferisce brevemente a Milano intorno al 1880, dove accetta ritratti su commissione per ovviare alle difficoltà economiche e si accosta al movimento scapigliato, per poi ritornare a Pavia nel 1888, periodo nel quale si concentra la maggior parte delle opere, prevalentemente focalizzate sui ritratti di scene di vita quotidiana di città (Acerbi è originario del quartiere Borgo Ticino, che si affaccia sul fiume) e campagna pavese ritratti con toni accesi e pennellate veloci, al modo impressionista, utilizzati per accentuare l'espressività delle opere.
Frequente anche la sua produzione a matita e carboncino.
Muore a Pavia nel 1920, pochi anni dopo essere stato colpito da una progressiva paralisi alle braccia che ne limita la produzione artistica.
Nel 2010 i Musei Civici di Pavia gli dedicano una personale, intitolata Ezechiele Acerbi e i pittori dell’impressionismo lombardo.

## Opere
- 1870 - Il piccolo finanziere, Musei Civici di Pavia
- 1870 - Il cimitero di Borgo Ticino, Musei Civici di Pavia
- Ritratto del maestro Boffalossi, Musei Civici di Pavia, databile tra il 1870 e il 1873
- Il signor Lanfranchi, Musei Civici di Pavia, databile tra il 1870 e il 1880
- La moglie del pittore in lettura, Musei Civici di Pavia, databile tra il 1870 e il 1920
- 1873 - La distribuzione dei medicinali di Santa Corona, Musei Civici di Pavia
- 1877 - L'arrivo del barchetto a Pavia
- 1878 Le mendicanti
- 1879 Natura morta, Musei Civici di Pavia
- Fiori, Musei Civici di Pavia, databile tra il 1880 e il 1890
- Veduta di Pavia con il Nano del Ponte, Musei Civici di Pavia, databile tra il 1880 e il 1920
- 1881 Autoritratto, Musei Civici di Pavia
- Paesaggio fluviale, Musei Civici di Pavia, databile tra il 1890 e il 1899
- Giuseppe Radlinski che fuma, Musei Civici di Pavia, databile tra il 1890 e il 1899
- Vecchio gallo, Musei Civici di Pavia, databile tra il 1890 e il 1899
- Donna che legge sulla porta di casa, Musei Civici di Pavia, databile tra il 1890 e il 1899
- Il Ponte Coperto sul Ticino, Musei Civici di Pavia, databile tra il 1890 e il 1910
- Veduta di Borgo Ticino, Musei Civici di Pavia, databile tra il 1890 e il 1910, acquerello su cartone
- 1898 - La preghiera
- Veduta del Duomo dal Borgo, Musei Civici di Pavia, databile tra il 1900 e il 1910
- Paesaggio con cascinale, Musei Civici di Pavia, databile tra il 1900 e il 1920
- 1906 - La famiglia del contado
- 1915 - Panorama di Pavia, Musei Civici di Pavia
- Ritratto della madre
- Zia del pittore
- La balia di Delia
- L'orologiaio
- La vigilia della sagra
- La ricreazione di una monaca
- Il veterano
- Ora quiete